# Bryggers
Et bryggers er i daglig tale et separat rum, i en bolig, hvor der er installeret hårde hvidevarer, afløb, vask samt i nogle tilfælde anvendt som grovkøkken etc.
I 1600- og 1700-tallet på landet var det stedet, hvor de grovere husholdningsarbejder foregik, f.eks. bagning, brygning af øl ("bryghus" = "bryggers") 
og tøjvask.
Ligesom i opholdsstuen var der en skorsten og en arnebænk nedenunder, hvor den store sorte gruekedel stod eller hang.
Om vinteren blev maden lavet i opholdsstuen for at få gavn af varmen fra ildstedet, men om sommeren – hvor man ikke havde brug for ekstra varme – foregik madlavningen i bryggerset, hvor man af praktiske årsager også spiste.